# 孫奮
孫 奮（そん ふん、生没年不詳）は、中国三国時代の呉の皇族。字は子揚。父は孫権。母は仲姫。弟は孫亮。妻は袁燿の娘。『三国志』「呉主五子伝」に記録がある。

## 経歴
建興元年（252年）、斉王に封じられ、武昌に住んだ。呂岱の補佐を受けたものの、その行状は芳しくなかった。
父の孫権の死後、弟の孫亮が即位した。弟の後見役として実権を握った諸葛恪は、諸王が各地の要所に居住することを好ましくないと考え、孫奮を武昌から豫章に移そうとした。孫奮がこれに反発したが、諸葛恪は手紙を送り、これを厳しく諌めた上で、過去の悪行を追及することをほのめかした。孫奮は身の危険を感じ、南昌に移った。
諸葛恪が誅殺されると蕪湖に移り、政変に乗じて建業へ進出しようとしたが、傅相の謝慈らに諫められたためにこれらを殺害、庶民に落とされた。永安元年（258年）、弟から恩赦を受け、章安侯に封じられた。
建衡2年（270年）、孫晧は左夫人である王氏を亡くし、哀しみのあまりしばらく表に姿を見せなかったため、死亡説が流れた。まもなく孫奮と孫奉のどちらかが、数カ月後に即位するのではないかという噂が流れ、豫章太守の張俊のように、この噂を真に受けるものも出現した。孫晧はこれに怒り、孫奮と五人の子ならびに孫奉を殺害した（『江表伝』によると、章安から呉に連行された上での賜死、服毒自殺とある）。また、豫章で孫奮の母の仲姫の墓を掃除した張俊は、車裂きの刑となった。
陳寿は孫奮の没落を自業自得としつつも、最後に誅殺され一族皆殺しとなったのは、とばっちりの災難であると同情している。